# Crepúsculo en Ucrania
Crepúsculo en Ucrania (en ruso: Вечер на Украине; en ucraniano: Вечір в Україні) es una pintura al óleo sobre lienzo del artista ruso Arjip Kuindzhi de 1878 (revisada parcialmente en 1901). La pintura es parte de la colección del Museo Estatal Ruso, en San Petersburgo.

## Descripción
La pintura representa una casa de campo iluminada por un atardecer meridional. La composición recuerda a la anterior pintura de Kuindzhi, Noche ucraniana (1876), salvo que las casas mazanka no están iluminadas por la luna, sino por los rayos del sol poniente, lo cual se acentúa con el uso de tonos carmesí brillantes. Como en otras pinturas de este período, la principal fortaleza de esta obra reside en el intento de Kuindzhi de comprender los secretos de la iluminación, el juego de luces y sombras.

## Historia
El cuadro Crepúsculo en Ucrania (entonces titulado Crepúsculo) se exhibió por primera vez en 1878 en la sexta exposición de la Asociación de Exposiciones Itinerantes de Arte (Peredvízhniki), junto con otra pintura del artista, Bosque.

## Opiniones
En un artículo sobre la obra de Arjip Kuindzhi, el historiador del arte Vitali Manin señaló:
Crepúsculo en Ucrania es casi el ejemplo más representativo del método creativo de Kuindzhi. El color confiere a la imagen una inmovilidad cautivadora, una paz extraordinaria, como sobrenatural. El decorativismo de Kuindzhi se manifiesta aquí con crudeza. Para acentuar el efecto de la brillante iluminación y la congelación agotada de la atmósfera etérea, el artista prescindió de los detalles, que en el método de Shishkin, opuesto al de Kuindzhi, habrían sido clave para revelar la esencia del tema. Los grupos de árboles se generalizan en densas masas. El color está tan condensado que parece una masa oscura y ventosa.
Y el historiador de arte Vladímir Petrov escribió lo siguiente en su artículo dedicado al 150 aniversario del nacimiento de Arjip Kuindzhi:
Ajeno al juego, espesa y generaliza los tonos, intensifica la luminosidad de sus obras, utilizando innovaciones colorísticas y tecnológicas para conectar al espectador con la verdadera vida de la luz. Estas aspiraciones de Kuindzhi quedaron claramente plasmadas en la pintura Crepúsculo en Ucrania (1878), en la que el artista representó cabañas blancas y huertos de cerezos en la ladera de una pintoresca colina, brillantemente iluminadas por la luz carmesí del atardecer.